# 青春諸君!夏
『青春諸君!夏』（せいしゅんしょくん　なつ）は、1980年4月8日から9月23日までTBSで放送されたテレビドラマ。『青春諸君!』の続編。

## 概要
女子寮生の中に杉下本家の孫娘がいるという噂があり、寮生の間で孫娘探しが始まる。前作と同様、さわやかに繰り広げる笑いと涙と規律ある光景と様々な人間模様を描いた作品。前作の世界観とのつながりはない。

## キャスト
- 田中健（杉下直）
- 中原理恵（恵）
- 中井貴恵（愛）
- 中尾ミエ（人気DJ・竜）
- 三原順子（のぶ）
- 吉幾三（行三）
- 岸部シロー（勢）
- 江藤博利（英二）
- 相本久美子（夏）
- 岡江久美子（百合）
- 坂上味和（あき）
- 浅香光代（杉下せん）
- ナンシー・チェニー（ユミ）
- 犬塚弘（猪谷彦三郎）
- 篠ひろ子
- 沢田和美（花）
- 山田由紀子（マリ）
- 星野真弓（えみ）
- 佐々木桂子（咲子）
- 南条弘二（信一）
- 真夏竜
- 近石真介（松本教授）
- 木内みどり
- 矢葺義晴（アキラ）

他
以下ゲスト
- 渡辺寛二（武内・第6話）
- 門馬一浩（三郎・第6話）
- 野口五郎（第9話）
- 小柳ルミ子（華子・第10話）
- 香坂みゆき（ゆき子・12話）
- ツービート（測量士・第19話）
- 具志堅用高（第21話）
- 伊佐山ひろ子（よし子・第21話）

## スタッフ
- 脚本: 宮川一郎・黒土三男
- 演出: 楠田泰之・山田高道・松本健
- 主題歌: 「さすらい気分」野口五郎
- 挿入歌: 「女たちよ」田中健
- 制作: 木下プロダクション・TBS

## サブタイトル
| 回数 | 放送日       | サブタイトル                 | 脚本     | 演出     |
| ---- | ------------ | ---------------------------- | -------- | -------- |
| 1    | 1980年4月8日 | 君は、燃えているか?の巻      | 宮川一郎 | 楠田泰之 |
| 2    | 4月15日      | お嫁に行けなくなる?の巻      | 宮川一郎 | 楠田泰之 |
| 3    | 4月22日      | すばらしい若者たちの巻       | 宮川一郎 | 楠田泰之 |
| 4    | 4月29日      | 熱い心を知ってるかい?の巻    | 宮川一郎 | 山田高道 |
| 5    | 5月6日       | 悩ましかな五月!の巻          | 宮川一郎 | 松本健   |
| 6    | 5月13日      | それを恋と言うの巻           | 宮川一郎 | 楠田泰之 |
| 7    | 5月20日      | 燃えて燃えて!の巻            | 宮川一郎 | 山田高道 |
| 8    | 5月27日      | 恋ひ恋ひての巻               | 黒土三男 | 楠田泰之 |
| 9    | 6月3日       | 野口五郎が来る?の巻          | 宮川一郎 | 松本健   |
| 10   | 6月10日      | あの子をマークしろ!の巻      | 黒土三男 | 山田高道 |
| 11   | 6月17日      | 高原のウエディングの巻       | 宮川一郎 | 楠田泰之 |
| 12   | 6月24日      | ぜったい生みます!の巻        | 宮川一郎 | 楠田泰之 |
| 13   | 7月1日       | ピッカピカの娘たち!の巻      | 黒土三男 | 松本健   |
| 14   | 7月8日       | チャンス!の巻                | 宮川一郎 | 楠田泰之 |
| 15   | 7月15日      | 天使!ボクの天使!の巻         | 黒土三男 | 楠田泰之 |
| 16   | 7月22日      | 悪魔が呼んでいる!の巻        | 宮川一郎 | 楠田泰之 |
| 17   | 7月29日      | かわいーい!の巻              | 黒土三男 | 松本健   |
| 18   | 8月5日       | ファースト・キスは涙の味の巻 | 黒土三男 | 松本健   |
| 19   | 8月12日      | 胸にグーッとの巻             | 宮川一郎 | 山田高道 |
| 20   | 8月19日      | ブスの逆襲の巻               | 黒土三男 | 楠田泰之 |
| 21   | 8月26日      | 負けてタマルか!の巻          | 宮川一郎 | 楠田泰之 |
| 22   | 9月2日       | 君が好きだ!の巻              | 黒土三男 | 松本健   |
| 23   | 9月9日       | 私がいます!の巻              | 宮川一郎 | 松本健   |
| 24   | 9月16日      | 燃える秋です!の巻            | 宮川一郎 | 楠田泰之 |
| 25   | 9月23日      | 愛まっしぐら!の巻            | 宮川一郎 | 楠田泰之 |